# Rick Crawford
Eric Alan Crawford, detto Rick (Homestead, 22 gennaio 1966), è un politico statunitense, membro della Camera dei Rappresentanti per lo stato dell'Arkansas dal 2011.

## Biografia
Nato in una base militare della Florida dove suo padre prestava servizio, Crawford seguì le orme paterne arruolandosi nell'esercito. Dopo essersi congedato con il grado di sergente, Crawford frequentò l'unviersità e intraprese la professione di giornalista per un'emittente radiofonica locale in Arkansas.
Nel 2010 Crawford entrò in politica con il Partito Repubblicano e si candidò alla Camera dei Rappresentanti per il seggio lasciato dal democratico Marion Berry. Crawford riuscì a vincere e venne riconfermato anche nelle elezioni successive.
Crawford è il primo repubblicano a rappresentare questo distretto congressuale dai tempi della Ricostruzione.